# Alfred Heer

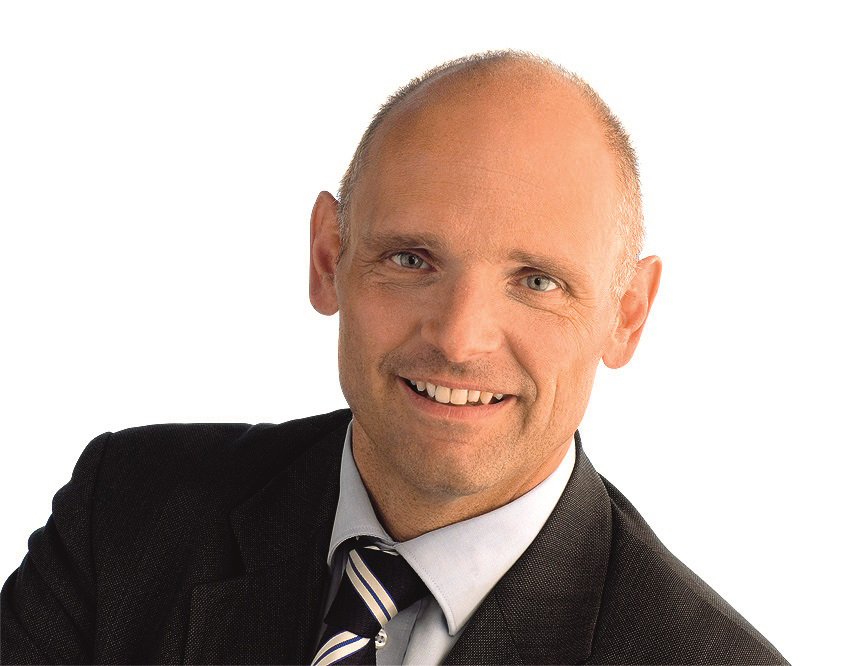
Alfred Heer (2019)

Alfred «Fredi» Marius Heer (* 12. Oktober 1961 in Zürich; heimatberechtigt in Glarus) ist ein Schweizer Politiker (SVP). Er ist seit 2007 Mitglied im Nationalrat.

## Politische Tätigkeiten
Der Kleinunternehmer gehörte von 1994 bis 1998 dem Gemeinderat von Zürich an, von 1995 bis 2008 dem Kantonsrat des Kantons Zürich. Er ist seit den Wahlen 2007 Mitglied im Nationalrat. Von April 2009 bis April 2016 war er Präsident der SVP des Kantons Zürich. Seit 2011 ist er Mitglied der Schweizer Delegation im Europarat, von 2016 bis 2018 deren Präsident. Unter seinem Präsidium «haben die Schweizer ihren Kampf gegen Filz und Korruption noch einmal intensiviert». Seit 2015 ist er Mitglied der Geschäftsprüfungsdelegation (GPDel), seit 2020 (bis und mit 2021) deren Präsident. Mit Stand 2020 ist er zudem Mitglied in der Geschäftsprüfungskommission NR sowie Präsident derer Subkommission EJPD/BK NR.

## Leben
Heer ist eidg. dipl. Kaufmann. Zusammen mit Mauro Tuena ist er Geschäftsführer der C and E GmbH. Er ist Präsident des SVP-nahen Bundes der Steuerzahler sowie Präsident der Audiatur-Stiftung in Zürich. In der Schweizer Armee war er Soldat.
Heer war bis 2003 mit einer Italienerin verheiratet und hat eine erwachsene Tochter. Er ist schweizerisch-italienischer Doppelbürger und wohnt in Zürich.